# Liste des titres musicaux numéro un aux États-Unis en 1967
Voici la liste des chansons arrivées en tête du classement Hot 100 établi par le magazine Billboard au cours de l'année 1967.
| Date         | Chanson                          | Artiste(s)                    | Référence |
| ------------ | -------------------------------- | ----------------------------- | --------- |
| 7 janvier    | I'm a Believer                   | The Monkees                   |           |
| 14 janvier   | I'm a Believer                   | The Monkees                   |           |
| 21 janvier   | I'm a Believer                   | The Monkees                   |           |
| 28 janvier   | I'm a Believer                   | The Monkees                   |           |
| 4 février    | I'm a Believer                   | The Monkees                   |           |
| 11 février   | I'm a Believer                   | The Monkees                   |           |
| 18 février   | Kind of a Drag                   | The Buckinghams               |           |
| 25 février   | Kind of a Drag                   | The Buckinghams               |           |
| 4 mars       | Ruby Tuesday                     | The Rolling Stones            |           |
| 11 mars      | Love Is Here and Now You're Gone | The Supremes                  |           |
| 18 mars      | Penny Lane                       | The Beatles                   |           |
| 25 mars      | Happy Together                   | The Turtles                   |           |
| 1er avril    | Happy Together                   | The Turtles                   |           |
| 8 avril      | Happy Together                   | The Turtles                   |           |
| 15 avril     | Somethin' Stupid                 | Nancy Sinatra & Frank Sinatra |           |
| 22 avril     | Somethin' Stupid                 | Nancy Sinatra & Frank Sinatra |           |
| 29 avril     | Somethin' Stupid                 | Nancy Sinatra & Frank Sinatra |           |
| 6 mai        | Somethin' Stupid                 | Nancy Sinatra & Frank Sinatra |           |
| 13 mai       | The Happening                    | The Supremes                  |           |
| 20 mai       | Groovin'                         | The Young Rascals             |           |
| 27 mai       | Groovin'                         | The Young Rascals             |           |
| 3 juin       | Respect                          | Aretha Franklin               |           |
| 10 juin      | Respect                          | Aretha Franklin               |           |
| 17 juin      | Groovin'                         | The Young Rascals             |           |
| 24 juin      | Groovin'                         | The Young Rascals             |           |
| 1er juillet  | Windy                            | The Association               |           |
| 8 juillet    | Windy                            | The Association               |           |
| 15 juillet   | Windy                            | The Association               |           |
| 22 juillet   | Windy                            | The Association               |           |
| 29 juillet   | Light My Fire                    | The Doors                     |           |
| 5 août       | Light My Fire                    | The Doors                     |           |
| 12 août      | Light My Fire                    | The Doors                     |           |
| 19 août      | All You Need Is Love             | The Beatles                   |           |
| 26 août      | Ode to Billie Joe                | Bobbie Gentry                 |           |
| 2 septembre  | Ode to Billie Joe                | Bobbie Gentry                 |           |
| 9 septembre  | Ode to Billie Joe                | Bobbie Gentry                 |           |
| 16 septembre | Ode to Billie Joe                | Bobbie Gentry                 |           |
| 23 septembre | The Letter                       | The Box Tops                  |           |
| 30 septembre | The Letter                       | The Box Tops                  |           |
| 7 octobre    | The Letter                       | The Box Tops                  |           |
| 14 octobre   | The Letter                       | The Box Tops                  |           |
| 21 octobre   | To Sir With Love                 | Lulu                          |           |
| 28 octobre   | To Sir With Love                 | Lulu                          |           |
| 4 novembre   | To Sir With Love                 | Lulu                          |           |
| 11 novembre  | To Sir With Love                 | Lulu                          |           |
| 18 novembre  | To Sir With Love                 | Lulu                          |           |
| 25 novembre  | Incense and Peppermints          | Strawberry Alarm Clock        |           |
| 2 décembre   | Daydream Believer                | The Monkees                   |           |
| 9 décembre   | Daydream Believer                | The Monkees                   |           |
| 16 décembre  | Daydream Believer                | The Monkees                   |           |
| 23 décembre  | Daydream Believer                | The Monkees                   |           |
| 30 décembre  | Hello, Goodbye                   | The Beatles                   |           |